# بحران حبشه

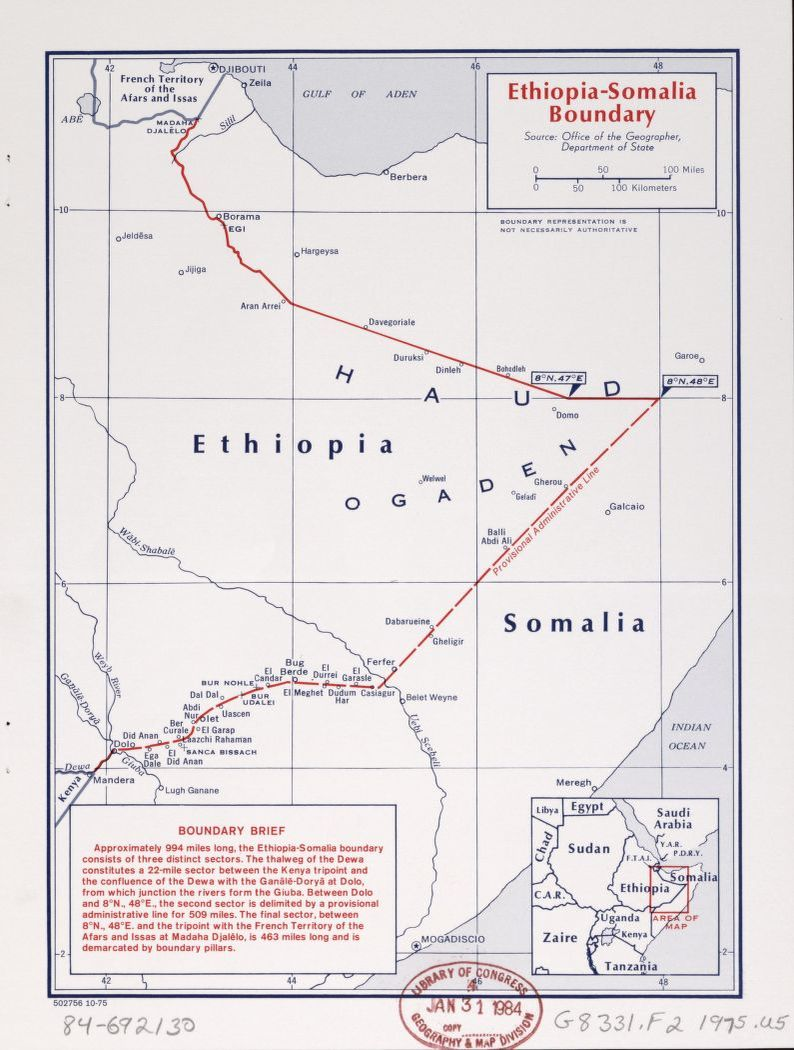
مرزهای اتیوپی در سال 1978

بحران حبشه در ۱۹۳۵ در پی حادثهٔ اووال و حمله ایتالیا به اتیوپی (حبشه) آغاز شد.

## پیش‌زمینه
ارتش ایتالیا پیش‌تر در ۱۸۹۶ به اتیوپی حمله برده بودند و با اینکه صاحب زره‌پوش‌های قدرتمند و نیروی هوایی کارآمدی بودند اما فرماندهی مناسبی نداشتند و از ارتش مسلح به تیر و کمان اتیوپی شکست خوردند و مجبور به عقب‌نشینی شدند. این خبر در دنیا صدا کرد، موجب تمسخر ایتالیا شد و به سقوط کریسپی انجامید. اتیوپی با ابتکار بریتانیا و برای جلوگیری از توسعه نفوذ احتمالی ایتالیا در ۱۹۲۵ به عضویت جامعه ملل درآمده بود و از موقعیت باثباتی نیز برخوردار بود.

## حادثهٔ اووال و جنگ
ایتالیا در مه ۱۹۳۶ به بهانه کشته شدن ۶۰ سرباز ایتالیایی در برخوردهای مرزی اووال بدون اعلان رسمی به اتیوپی حمله کرده، آن را تصرف کرد و فدراسیون شاخ آفریقا را بنیان گذاشت.
در اکتبر ۱۹۳۵، بنیتو موسولینی، دیکتاتور ایتالیا، ۴۰۰٬۰۰۰ سرباز را برای تصرف حبشه (اتیوپی) به این کشور اعزام کرد.
از نوامبر ۱۹۳۵، مارشال پیترو بادوگیلیو فرماندهی این عملیات را بر عهده گرفت و با فرمان بمباران، استفاده اسلحهٔ شیمیایی چون گاز خردل، و مسموم کردن منابع آب، به روستاهای غیرنظامی و تأسیسات بهداشتی حمله کرد.
ارتش ایتالیا حبشی‌های آدیس آبابا را در مه ۱۹۳۶ شکست داد، و امپراتور اتیوپی هایله ثلاثی مجبور به فرار شد.

## واکنش‌های دیپلماتیک
این حمله توسط جامعه ملل محکوم شد اما واکنشی به آن اقدام صورت نگرفت و حتی تحریم‌های اقتصادی ایتالیا برداشته شد. این امر در کنار حادثه موکدن (حمله ژاپن به چین) بی‌ثمری جامعه ملل برای حفظ امنیت جهانی را به نمایش گذاشت و از عوامل منجر به جنگ جهانی دوم بود.
جامعه تجاوز ایتالیا به حبشه را محکوم کرد و در نوامبر ۱۹۳۵ تحریم‌هایی اقتصادی را علیه این کشور وضع کرد، ولی این تحریم‌ها غالباً تأثیری نداشتند، چرا که شامل ممنوعیت فروش نفت یا بستن کانال سوئز (که تحت کنترل بریتانیا بود) نمی‌شدند.
به گفتهٔ استنلی بالدوین، نخست‌وزیر وقت بریتانیا، دلیل نهایی این امر آن بود که هیچ‌کدام از قدرت‌های بزرگ در آن زمان توان مقابلهٔ نظامی با ایتالیا را نداشت.
در اکتبر ۱۹۳۵، رئیس‌جمهور آمریکا، فرانکلین دلانو روزولت، با عطف به لوایح بی‌طرفی که کنگرهٔ آمریکا آن‌ها را به‌تازگی تصویب کرده بود، فروش اسلحه و مهمات را به دو طرف ممنوع کرد، و علیه ایتالیا «تحریم‌های اخلاقی» ای هم وضع کرد که شامل موارد دیگری نیز می‌شد.
تحریم‌های جامعه علیه ایتالیا در ۴ ژوئیه ۱۹۳۶ برداشته شدند، و تا این زمان ایتالیا کنترل غالب مناطق شهری حبشه را در دست گرفته بود.
توافق هوار–لاوال در دسامبر ۱۹۳۵ تلاشی از سوی وزیر خارجهٔ بریتانیا ساموئل هوار و نخست‌وزیر فرانسه پیر لاوال برای پایان دادن درگیری‌ها در حبشه بود. این توافق پیشنهاد می‌کرد که حبشه به دو بخش ایتالیایی و حبشی تقسیم شود. موسولینی آماده بود که این توافق را بپذیرد، ولی خبر این توافق به بیرون درز کرد و موجب خشم افکار عمومی در بریتانیا و فرانسه شد. هوار و لاوار مجبور به استعفا شدند.
در ژوئن ۱۹۳۶ هایله ثلاثی در مجمع عمومی جامعه ملل حاضر شد و از جامعه تقاضا کرد از کشورش حمایت کنند. پیش از این سابقه نداشت که یکی از سران ملت‌ها شخصاً در مجمع عمومی سخنرانی کند.

## پیامدها
بحران حبشه نشان داد که چگونه اعضاء می‌توانند جامعه را برای تحصیل منافع خود تحت نفور خود قرار دهند: یکی از دلایلی تحریم‌ها علیه ایتالیا مؤثر نبود این بود که بریتانیا و فرانسه می‌ترسیدند در صورت فشار بر موسولینی او را به اتحاد با آدولف هیتلر ترغیب کنند.
در طول جنگ حبشه هیتلر بر خلاف فرانسه و بریتانیا نسبت به ایتالیا موضعی دوستانه اتخاذ کرد و تصرف حبشه را در ۲۵ ژوئن ۱۹۳۶ به رسمیت شناخت که این امر موجب نزدیک شدن موسولینی و هیتلر شد.